# 山添村立山添小学校
山添村立山添小学校 （やまぞえそんりつ やまぞえしょうがっこう）は、かつて岐阜県本巣郡山添村（後の本巣郡本巣町。現・本巣市）に存在した公立小学校。

## 概要
- 山添村全域（現・本巣市山口・曽井中島）が校区であった。1950年、山添村と文殊村が合併し本巣村が発足したと同時に文殊村立文殊小学校と統合し、本巣小学校の新設により廃校。
- 校舎校地は、1951年から1964年3月まで本巣中学校（1964年4月から1965年12月10日までは本巣中学校南教室）として使用された。

## 沿革
- 1873年（明治6年）4月 - 山口村に開文学校が、曽井中島村に益習学校が開校する。
- 1880年（明治13年）12月 - 開文学校が山口学校に改称する。
- 1888年（明治21年） - 山口学校が山口簡易科小学校に、益習学校が益習簡易科小学校に改称する。
- 1891年（明治24年）
  - 10月28日 - 濃尾地震が発生。山口簡易科小学校は校舎が半壊。益習簡易科小学校は校舎が全壊する。
  - 12月 - 益習簡易科小学校の仮校舎が完成。山口簡易科小学校は校舎を修復して授業を再開。
- 1893年（明治26年）10月3日 - 山口村、曽井中島村ともに単独での学校の再建を断念。学校組合を設置し、山口村曽井中島組合立曽井中島簡易科小学校となる（事実上、山口簡易科小学校と曽井中島簡易科小学校の合併）。
- 1895年（明治28年）
  - 4月1日 - 曽井中島尋常小学校に改称する。
  - 12月28日 - 糸貫尋常小学校に改称する[1]。
- 1897年（明治30年）4月1日 - 山口村と曽井中島村が合併し、山添村が発足。
- 1907年（明治40年）
  - 4月 - 糸貫尋常高等小学校に改称する。
  - 5月 - 高等科を廃止。糸貫尋常小学校に改称する。
- 1908年（明治41年）5月 - 校舎を増築。
- 1917年（大正6年）7月 - 校舎を増築。
- 1924年（大正13年）4月 - 糸貫尋常高等小学校に改称する。
- 1928年（昭和3年） - 校舎を新築。
- 1941年（昭和16年）4月1日 - 山添国民学校に改称する。
- 1947年（昭和22年）4月1日 - 山添村立山添小学校に改称する。
- 1950年（昭和25年）6月1日 - 山添村と文殊村が合併し本巣村が発足。同時に文殊村立文殊小学校と統合し、本巣小学校の新設により廃校。本巣小学校山添校となる。
- 1951年（昭和26年）3月 - 本巣中学校が本巣小学校山添校（旧・山添小学校）に移転。空いた本巣中学校の校舎を本巣小学校の統合校舎とし、本巣小学校山添校は廃止。